# Швейцарія на літніх Олімпійських іграх 2008
Швейцарію на літніх Олімпійських іграх 2008 представляли 84 спортсмени у 19 видах спорту. Швейцарські спортсмени здобули дві золоті, одну срібну та чотири бронзові медалі та посіли 33 місце у загальному медальному заліку.

## Медалісти
| Медаль | Спортсмен                                                    | Вид спорту   | Дисципліна                        | Дата      |
| ------ | ------------------------------------------------------------ | ------------ | --------------------------------- | --------- |
| Золото | Фаб'ян Канчеллара                                            | Велоспорт    | Чоловіки, роздільна шосейна гонка | 13 серпня |
| Золото | Роджер Федерер Стен Вавринка                                 | Теніс        | Чоловіки, парний розряд           | 16 серпня |
| Срібло | Фаб'ян Канчеллара                                            | Велоспорт    | Чоловіки, групова шосейна гонка   | 9 серпня  |
| Бронза | Карін Тюріґ                                                  | Велоспорт    | Жінки, роздільна шосейна гонка    | 13 серпня |
| Бронза | Сергей Ашванден                                              | Дзюдо        | Чоловіки, 90 кг                   | 13 серпня |
| Бронза | Ніно Шуртер                                                  | Велоспорт    | Чоловіки, маунтінбайк             | 23 серпня |
| Бронза | Крістіна Лібгерр Піус Швіцер Ніклаус Шуртенберґер Стів Ґерда | Кінний спорт | командний конкур                  | 18 серпня |